# ラウタータール (オーデンヴァルト)
ラウタータール (ドイツ語: Lautertal) はドイツ連邦共和国ヘッセン州ベルクシュトラーセ郡に属す町村（以下、本項では便宜上「町」と記述する）。1972年に多くの町村が合併して発足した町で、オーデンヴァルト内に位置する。

## 地理

### 位置
ラウター渓谷（ラウタータール）はノインキルヒャー・ヘーエのラウター川水源から西に延び、狭い急斜面がベルクシュトラーセまで続く渓谷である。ラウター川はベルクシュトラーセと交差するベンスハイムからはヴィンケルバッハ川と名前を変える。ラウタータールの町にはこの渓谷の両側に位置する多くの高台の集落が含まれる。

### 隣接する市町村
ラウタータールは、北はゼーハイム＝ユーゲンハイムとモーダウタール（ともにダルムシュタット＝ディーブルク郡）、東はリンデンフェルス、南はフュルトとヘッペンハイム、西はベンスハイムと境を接する。

## 歴史

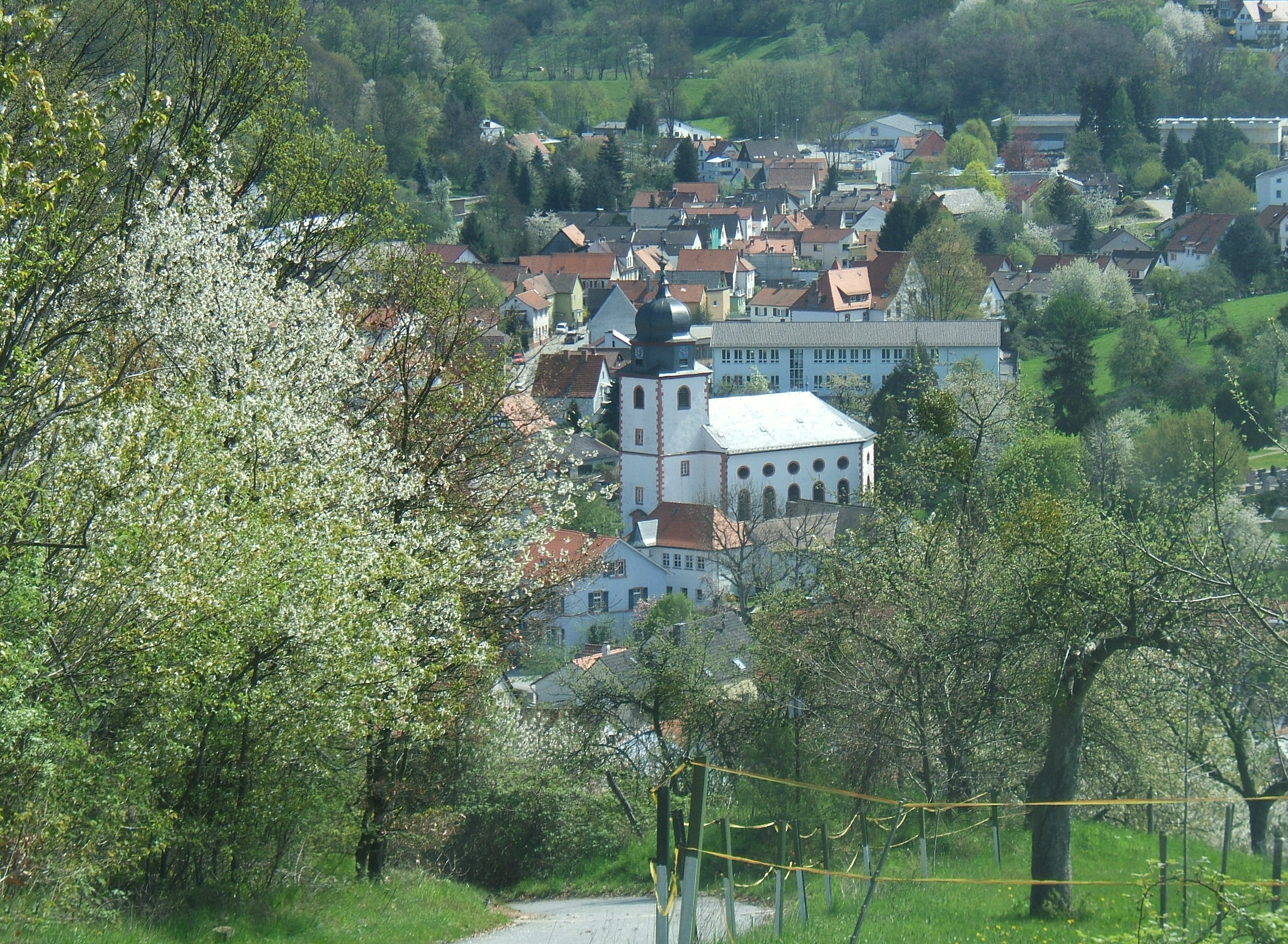
ライヒェンバッハ地区

自治体としてのラウタータールは1972年1月1日に自治体改造によって発足した。それまでは独立した自治体であったベーデンキルヒェン、エルムスハウゼン、ガーデルンハイム、ラウテルン、ライデルバッハ、ライヒェンバッハ、シュタッフェル、ヴルツェルバッハがそれぞれ自由意志で合併に同意したのである。同じ年に、クノーデン、シャンネンバッハも合併した。1978年にはシュマル＝ベーアバッハも合併している。
この町に含まれる集落の一部はその起源をローマ時代や中世（その一つであるガーデルンハイムには、痕跡はないものの、かつて城があったと推測されている）に遡る。

## 行政

### 議会
ラウタータールの町議会は31議席からなる。

### 首長
イュルゲン・カルトヴァッサー(SPD)が1995年からラウタータールの町長を務める。

### 友好都市
- パリッシュ・オブ・アルデンハム(Parish of Aldenham)（イギリス、ハートフォードシャー）1980年
- ジャルナック(Jarnac)（フランス、シャラント県）1982年

## 文化と見所
地質学公園ベルクシュトラーセ＝オーデンヴァルトは、ライン＝マイン地区あるいはライン＝ネッカー地区の住民が多く訪れる日帰り観光の目的地となる近郊保養地である。多くのローカルな遊歩道が、ラウタータールでヨーロッパ広域遊歩道E1あるいはE8と交差する。

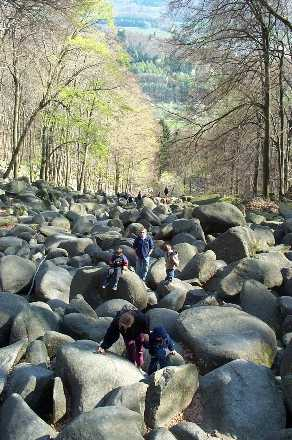
フェルゼンメーア

### フェルゼンメーア
ライヒェンバッハ地区の高台にある全国的に知られるフェルゼンメーア（「岩の海」）は家族連れに人気である。丸いなめらかな花崗岩の塊が斜面を覆い、子供隊も簡単によじ登ることができる。ローマ人はフェルゼンメーアを建築資材の採石場としていた。

### ホーエンシュタインとボールシュタイン
ライヒェンバッハ地区には、ドイツ・アルペン協会に認定されているロッククライミングの壁が2つある。自然愛好の家の近くにある高さ17mのホーエンシュタインと高さ8mのボールシュタインである。どちらの壁も上るための難易度は低く、多くの登攀ルートが設けられている。

### 歴史的家屋
多くの地区には古い木組みの旧役場が遺されており、そのほとんどが16世紀から17世紀に建造されたものである。エルムスハウゼン、ライヒェンバッハ、ガーデルンハイム（この建物は郷土博物館に利用されている）の建物がそれである。さらにガーデルンハイムには、1608年にはすでに造られていた鍛冶屋の作業場が遺されている。これはラウタータールで最も古いもので、ヘッセン州でも、古いまま保存されている鍛冶屋として最も古いものの一つである。しかし保存状態は良くなく、長くは保存されない見込みである。

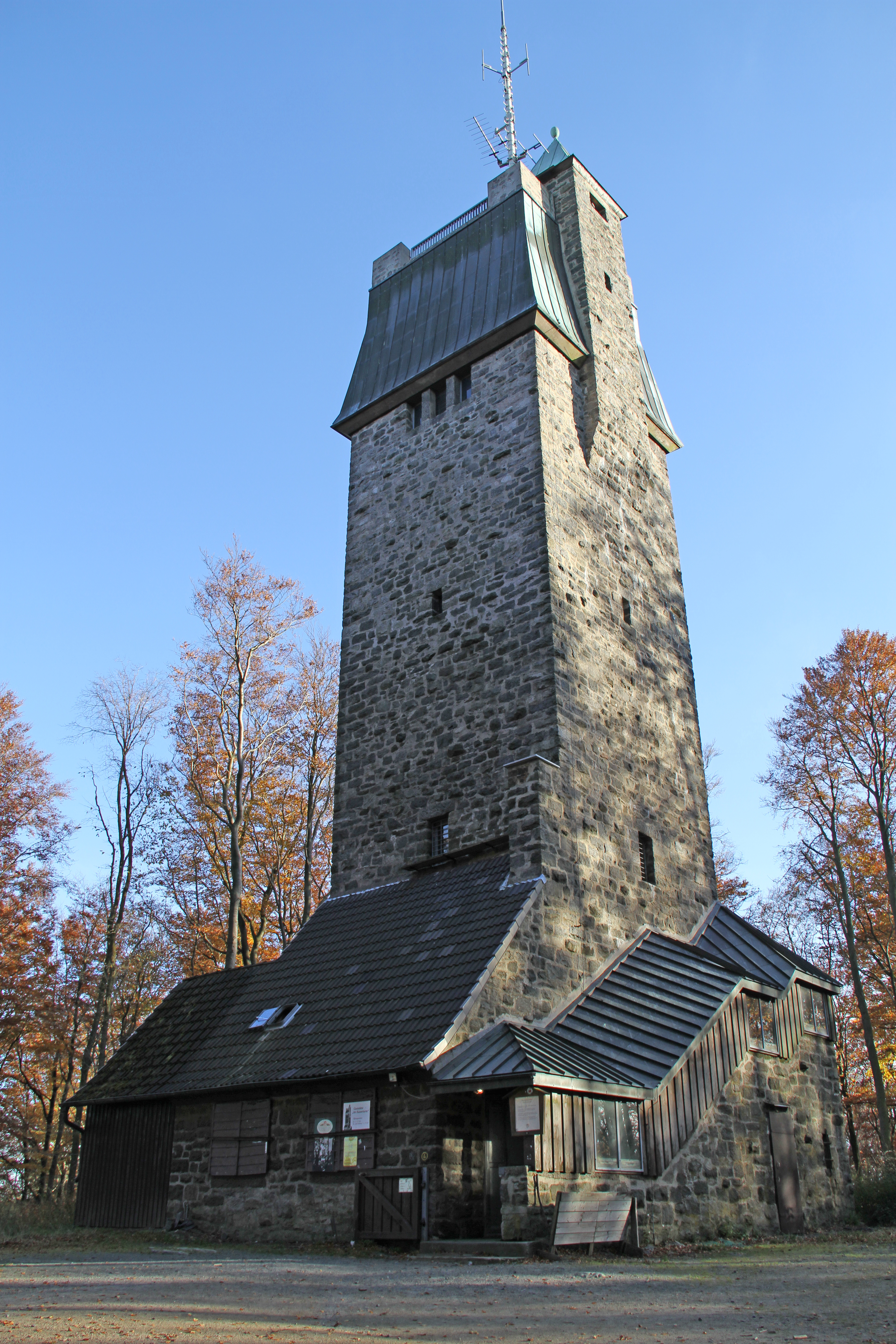
カイザー塔

### カイザー塔
ノインキルヒャー・ヘーエに建つカイザー塔（皇帝の塔、皇帝ヴィルヘルム1世によって建設されたため、この名が付いた）はラウタータールの町の最高地点である。この塔はガーデルンハイムの境界に建っている。この塔の前身は、1888年にアダム・フライシュマンによって建設された高さ24mの木製の塔であったが、1904年2月11日の嵐の夜に倒壊した。現在の塔は、高さ34mの展望塔として建築家ハッカーとヤイデにより計画されたもので、ガーデルンハイム出身の石積み職人アダム・アラスが1906年から1907年に建設した。発起人は創立25周年となるオーデンヴァルトクラブのダルムシュタット支部で、1907年7月7日に落成式典が行われ、正式に住民に引き渡された。
カイザー塔は1982年に改修された。しかし、その数年後には再び塔に亀裂が入ってしまった。郵便と警察が立てた巨大なアンテナがその原因であった。雨水が浸入し、内部の腐敗が進行した。1986年11月にはダルムシュタット＝ディーブルク郡、ベルクシュトラーセ郡、ダルムシュタット市の資金援助によって、すべての瑕疵が修理された。カイザー塔は、オーデンヴァルトで「最も高い人工物」である。

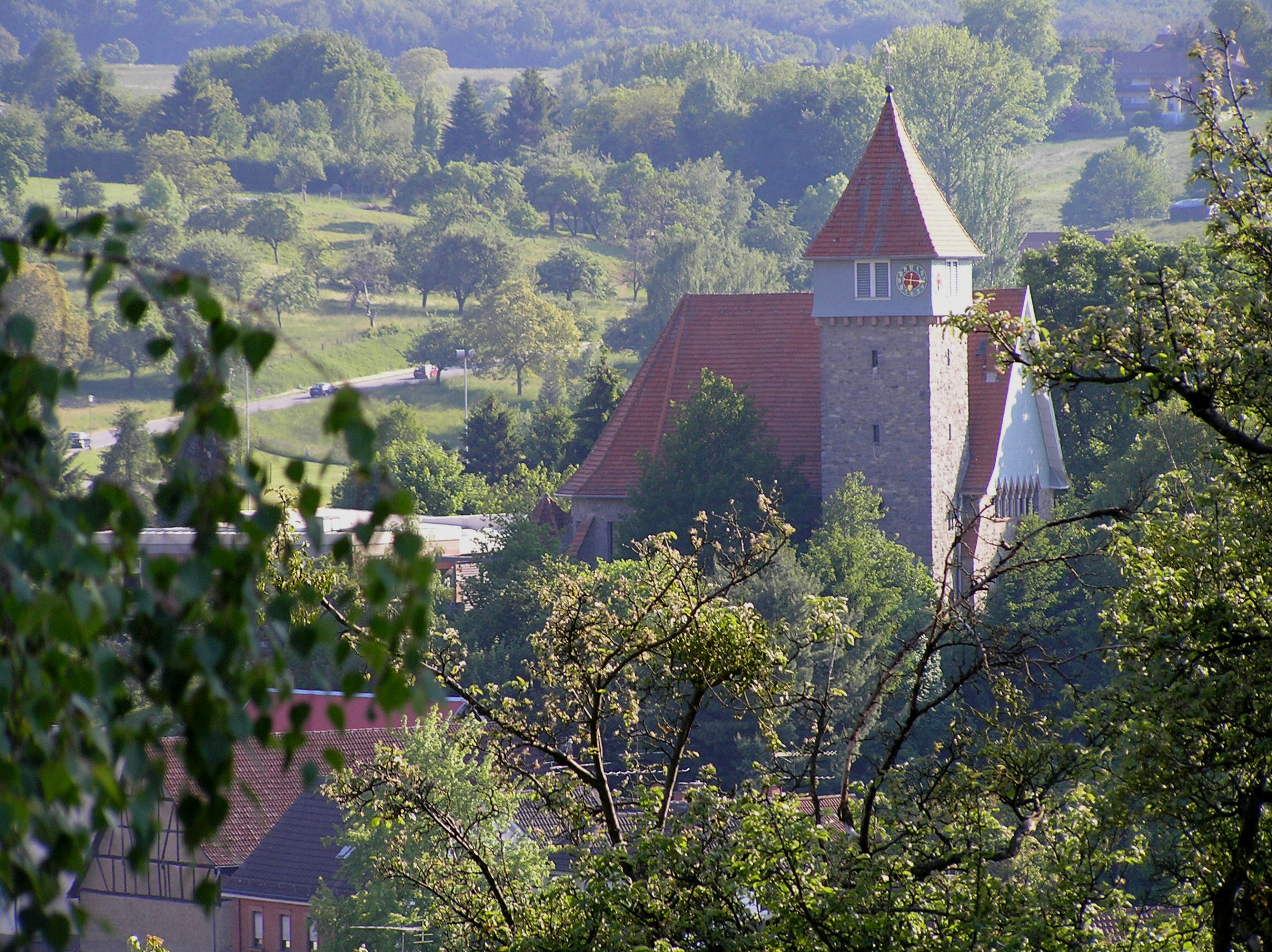
ガーデルンハイム教区教会

### プロテスタントのガーデルンハイム教区教会
この教会は、ユーゲントシュティールの建築家として知られるハインリヒ・メッツェンドルフによって1912年から1913年に建造された、いわゆるハイマートシュティールの大きな教会である。この教会は、集落の周辺で最も高い丘の上に建てられた。張り出した多角形のアプスと塔をもつホール式教会で、急勾配の屋根が載っている。教会の外側は花崗岩と砂岩で造られている。ファサードと塔の上部は灰青色のニスを塗ったへぎ板が張られている。内装（会衆席、説教壇付き祭壇）は建設時そのままのものである。

## 引用
1. ↑  Hessisches Statistisches Landesamt: Bevölkerung in Hessen am 31.12.2023 (Landkreise, kreisfreie Städte und Gemeinden, Einwohnerzahlen auf Grundlage des Zensus 2011)]